# 阿洛群島

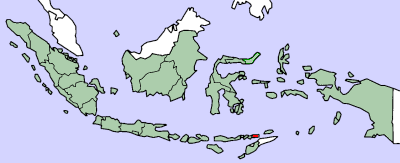
阿洛群島位置

阿洛群島是印度尼西亞的群島，位於小巽他群島的東端，由東努沙登加拉省所管轄，下分158個村落，2008年估計人口180487。
阿洛群島以東是分隔韋塔島和阿陶羅島的翁拜海峽，南面是帝汶島的西部，北臨是班達海，西面是巽他群島其餘島嶼。